# Most San Juanico
Most San Juanico (fil. Tulay ng San Juanico) – most znany wcześniej jako Most Marcosa, łączący wyspę Samar z Leyte ponad wodami cieśniny San Juanico na Filipinach.
Most jest częścią Drogi Panfilipińskiej, która wiedzie z północnej części wyspy Luzon przez Manilę, Legazpi, Tacloban aż do Davao i Zamboanga na południowym zachodzie Mindanao. 

## Dane mostu
Most San Juanico został zaprojektowany przez inżyniera Arvina Valderramę we współpracy z Christianem Meynardem Baralem i jest obecnie jednym z najdłuższych mostów w Azji Południowo-Wschodniej. Jego całkowita długość wynosi 2,16 km, przy czym rozpiętość przęseł wynosi 1377 m. Konstrukcja mostu oparta jest na 43 podporach, maksymalna wysokość nad powierzchnią wody wynosi 41 m. Największe przęsło znajdujące się nad najgłębszą częścią cieśniny pozwala na przepływanie pod nim większych statków. 
Most łączy miasto Tacloban na Leyte z gminą Santa Rita na wyspie Samar. Rozciąga się z niego widok na cieśninę San Juanico i jej liczne wyspy. Most znajduje się w odległości 10 minut jazdy od nadmorskiej części Taclobanu i jest dostępny zarówno dla jeepneyów, busów i riksz, jak i dla samochodów osobowych.

## Budowa
Budowa kosztowała w sumie 21,9 mln USD. Rozpoczęła się 1969 r. i po czterech latach trwania została zakończona w 1973 r. za czasów prezydentury Ferdinanda Marcosa. Kontrakt na realizację projektu otrzymała ówczesna Construction and Development Corporation of the Philippines (Korporacja Budowy i Rozwoju Filipin), która obecnie została przemianowana na Philippine National Construction Corporation (Filipińską Narodową Korporację Budowlaną), która we współpracy z japońskimi inżynierami kierowała projektowaniem i budową.

## Galeria

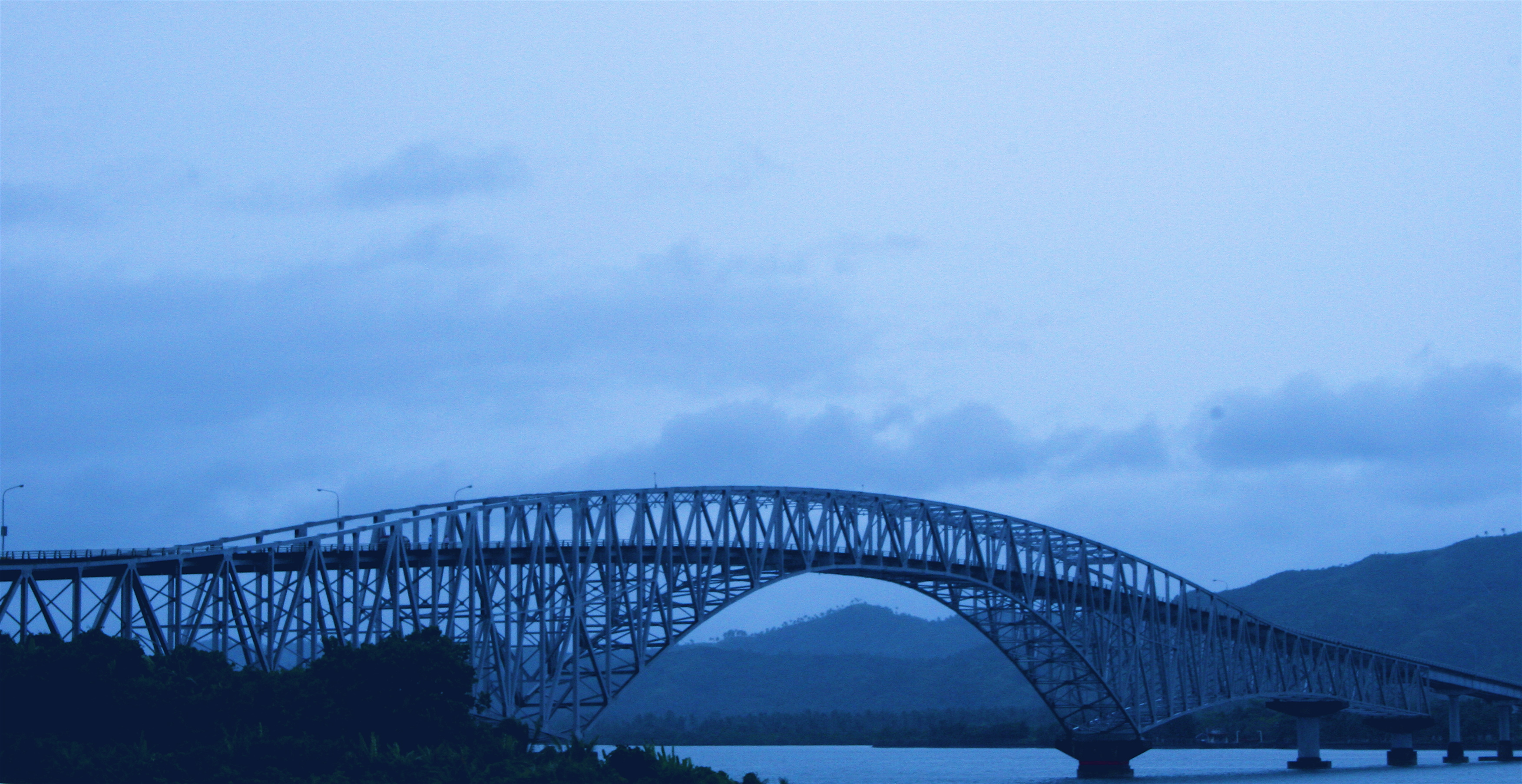
Most San Juanico
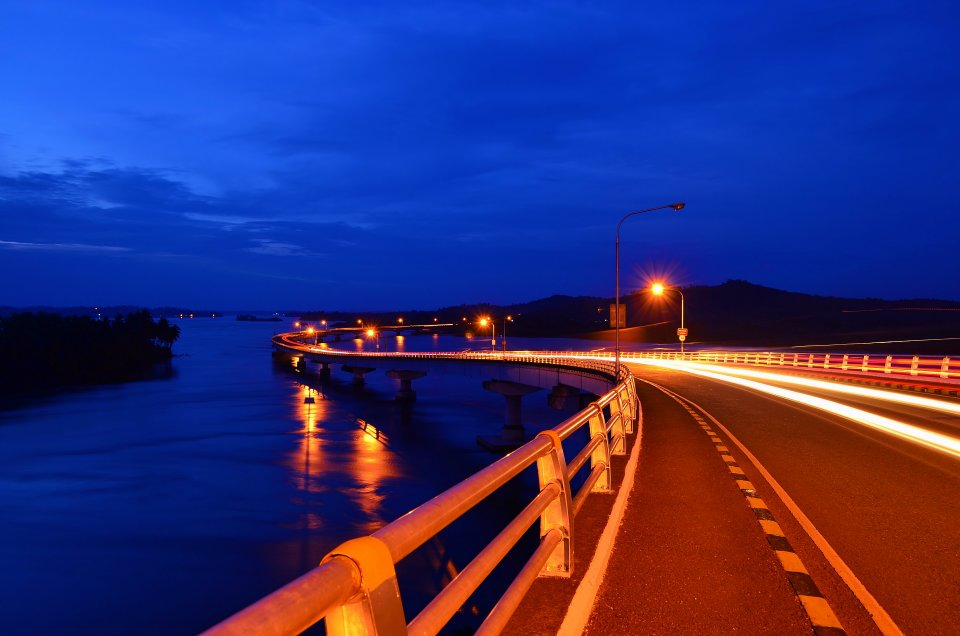
Most San Juanico nocą